# Villa rustica Newel
Die Villa rustica Newel ist ein römischer Gutshof (Villa Rustica) im Landkreis Trier-Saarburg, in Rheinland-Pfalz (Deutschland).

## Lage
Der Gutshof liegt rund 10 km nördlich von Trier an einer Querverbindung der Via Agrippa (römische Fernstraße von Trier über Bitburg nach Köln) und der Fernstraße, die vom Sauertal über Newel zum Biewerer Tal und dann auf dem linken Moselufer nach Wittlich und Koblenz führte. Er befand sich innerhalb der von Valentinian I. errichteten Langmauer. Nicht weit entfernt von der Villa sind ferner die römischen Steinbrüche bei Newel-Butzweiler, die so genannten Putzlöcher, die unter anderem dem Abbau von hellem grünlichem Sandstein für die Porta Nigra dienten.

## Ausgrabung
Bereits 1843 fanden Grabungen im Auftrag der Trierer Gesellschaft für nützliche Forschungen statt, wobei die Badeanlage des Wohnhauses angeschnitten wurde. Weitere Ausgrabungen, bei denen die Villa, der Umgangstempel und der Grabbezirk ausgegraben wurden, erfolgten in den Jahren 1962/1963. Der ausführliche Grabungsbericht erschien 1971 in der Trierer Zeitschrift.

## Gutshof
Die Risalitvilla umfasst ein langrechteckiges Wohngebäude (36 × 18 m) im westlichen Trakt, Stallungen in den gegenüberliegenden östlichen Gebäuden und mehrere Wirtschaftsräume in den beiden gleichmäßig breiten Flügeln. Die Hoffläche beträgt ca. 6000 m². Der Bau der Villa erfolgte zuerst als Pfosten- und Holzfachwerkkonstruktion. Später wurde sie dann in Stein ausgebaut. Die rund 36 m lange Fassade des Wohngebäudes mit Portikushalle und Eckrisaliten ist zur Hoffläche und den Stallgebäuden gegenüber ausgerichtet. Das Wohngebäude enthielt eine kleine hypokaustierte Badeanlage mit Frigidarium und Caldarium. Die Villa wurde gegen Ende des 1. Jahrhunderts n. Chr. gebaut und war den Funden zufolge bis ins 5. Jahrhundert hinein bewohnt.

## Umgangstempel und Grabbezirk
Der Umgangstempel und der ummauerte Grabbezirk gehörten offensichtlich zur Villa, von der sie nur etwa 90 m in nordöstlicher Richtung entfernt liegen. Die Cella des Tempels ist 5,70 × 5,50 m, der Umgang um dieselbe 12,10 × 12,25 m groß. Der Umgang ruhte auf Säulen toskanischer Ordnung, von denen sich Reste erhalten haben. Gleich neben dem Heiligtum wurde der nur etwas größere Grabbezirk (20 × 13 m) entdeckt mit zum Tempel paralleler Ausrichtung, was für eine gleichzeitige Entstehung spricht. Die Funde und Befunde legen eine Errichtung des Tempels sowie des Grabbezirkes im ausgehenden 1. Jahrhundert n. Chr. nahe, also zur selben Zeit wie diejenige der Villa. Es gibt bislang keine Hinweise darauf, welche Gottheit(en) in dem Heiligtum verehrt worden sind. Es ist in der 2. Hälfte des 3. Jahrhunderts zerstört worden. Dicker Schwemmlehm zwischen dem ursprünglichen Boden und der Zerstörungsschicht könnte darauf hinweisen, dass ein starkes Unwetter hierfür verantwortlich war. In der Forschung werden aber auch die Alamanneneinfälle um 275 n. Chr. als Grund für die Zerstörung erwogen. Die Nutzung des Grabbezirks endete ebenfalls im 3. Jahrhundert. Außerhalb desselben wurden aber zwei weitere Bestattungen aus späterer Zeit entdeckt.